# Werner Göttsch
Werner Theodor Göttsch (* 23. Oktober 1912 in Kiel; † 2. Mai 1983 ebenda) war ein deutscher SS-Führer. Er beging während der Zeit des Nationalsozialismus mehrere Morde im Auftrage seiner Vorgesetzten.

## Leben

### Ausbildung
Göttsch war der Sohn des Baumeisters Theodor Göttsch und seiner Ehefrau Bothilde, geborene Larsson. Nach dem Besuch der Mittelschule in Kiel wurde Göttsch zwei Jahre lang an der höheren Handelsschule in seiner Heimat ausgebildet. Die Prüfung für die Obersekundareife bestand er an der staatlichen Realschule in Kiel-Wellingdorf.
Von März 1930 bis Dezember 1931 absolvierte Göttsch eine praktische Lehrzeit für das Studium an der Handelshochschule bei der Konfektionsfirma „Hettlage und Lampe“ in Kiel. Von Dezember 1931 bis Oktober 1932 war Göttsch arbeitslos. Ein Studium konnte er sich aufgrund der finanziellen Schwierigkeiten seines Vaters in der Weltwirtschaftskrise nicht leisten.

### Karriere im Nationalsozialismus
Göttsch trat zum 1. Januar 1931 in die NSDAP ein (Mitgliedsnummer 459.389) und schloss sich am 15. März 1931 der SS (SS-Nummer 10.238) an, wo er dem SS-Sturm 2/III angehörte. Am 1. Oktober 1932 übernahm ihn in Kiel der Sicherheitsdienst des Reichsführers SS. Am 1. April 1933 war Göttsch am Lynchmord an dem angesehenen Kieler Rechtsanwalt Friedrich Schumm beteiligt. Diese Tat schien Göttsch für höhere Aufgaben zu qualifizieren. Er wurde noch im Sommer 1933 nach Berlin in den sogenannten SD-Oberabschnitt Ost in Berlin versetzt. Später war er im SD-Hauptamt, und dort insbesondere in der Zentralabteilung III 3, tätig.
Während der Röhm-Affäre im Juli 1934 will Göttsch eigenen Angaben zufolge zusammen mit anderen den Auftrag erhalten haben, nach Prag zu reisen und Otto Strasser zu ermorden. Der Auftrag sei nicht zur Verwirklichung gelangt, da die Aktion schlecht vorbereitet gewesen sei und sie Strasser nur einmal aus der Ferne gesehen hätten.
Beim Versuch der Zerstörung eines Untergrundsenders der Schwarzen Front in der Nähe von Prag ermordete Göttsch in der Nacht des 23. Januar 1935 zusammen mit Alfred Naujocks bei einer Schießerei den deutschen Ingenieur Rudolf Formis.
Nach dem „Anschluss Österreichs“ an das Deutsche Reich im März 1938 bewachte Göttsch zeitweise die österreichischen Reichskleinodien. Außerdem will er von Franz Six den Befehl erhalten haben, den Philosophen Othmar Spann zu erschießen, den er aber nicht ausgeführt habe, da er ihm unqualifiziert erschienen sei. Dafür lieferte er Spann im Konzentrationslager ab, wo dieser schwer misshandelt wurde. Die Ermordung des Wilhelm Freiherr von Ketteler in diesen Tagen, vermutlich im Auftrag von Reinhard Heydrich, war für Göttsch 1938 kein unbekanntes Ereignis.
Später wurde er Hauptabteilungsleiter im Reichssicherheitshauptamt. Außerdem war er weiterhin einer der bevorzugten Spezialisten Heydrichs zur Bekämpfung von Regimegegnern im Ausland. 1939 soll Göttsch eigenen Angaben zufolge zur Teilnahme an dem vom SD inszenierten Überfall auf den Sender Gleiwitz vorgesehen gewesen sein, jedoch auf Grund von Differenzen mit Herbert Mehlhorn im letzten Augenblick aus der Kommandogruppe ausgeschlossen worden sein. 1940 war Göttsch an der als Venlo-Zwischenfall bekannt gewordenen Entführung britischer Agenten aus den Niederlanden nach Deutschland beteiligt. Während des Krieges war er u. a. als SS-Obersturmbannführer in der Balkan-Abteilung des SD tätig.

### Nach dem Zweiten Weltkrieg
Werner Göttsch wurde am 11. Mai 1945 in Österreich verhaftet und war von 1945 bis 1948 in amerikanischer Untersuchungshaft in Freilassing, Wiesbaden, Schwarzenborn, Stuttgart, Ludwigsburg und Dachau. Er floh unter unklaren Umständen aus dem Lager in Dachau und war von 1949 bis 1950 in französischer Untersuchungshaft in Innsbruck. In den Jahren 1963 bis 1967 wurde durch die Hamburger Staatsanwaltschaft wegen Beihilfe zur Brandstiftung bei der Zerstörung des Untergrundsender der Schwarzen Front in einem Hotel bei Prag gegen ihn ermittelt. In dieser Zeit war er als kaufmännischer Angestellter in Kiel tätig. Im Februar 1967 wurde eine Anklage wegen Brandstiftung, nicht aber wegen des Mordes an Formis durch den leitenden Oberstaatsanwalt verkündet. Im März 1967 wurde aber durch das Landgericht Hamburg auf die Eröffnung eines Hauptverfahrens verzichtet, da die Zuständigkeit nicht gegeben sei. Im Mai 1967 bot er an, in die norddeutsche NPD als V-Mann einzutreten, da er häufiger von dieser und anderen Organisationen Angebote erhalte und er die NPD für eine Gefahr für die Demokratie halte.

## Beförderungen
- 1. Februar 1933: SS-Truppführer
- 15. Februar 1934: SS-Sturmführer
- 20. Juni 1934: Obersturmführer
- 24. Januar 1935: Sturmhauptführer
- 30. Januar 1939: Sturmbannführer
- 9. November 1943: Obersturmbannführer